# Дейвид Огилви
Дейвид Макензи Огилви (на английски: David Mackenzie Ogilvy) e британски рекламист и копирайтер. Не завършил образованието си, той работи като готвач, продавач, дипломат и фермер. На тридесет и седем годишна възраст започва да се занимава с реклама и основава рекламната агенция „Ogilvy & Mather".

## Личен живот
Роден е в Уест Хорсли (West Horsley), Великобритания, на 23 юни 1911 г. Учил е във „Fettes College“ и в „Christ Church“ в Оксфорд, но не завършва. От първия си брак с Мелинда Стрийт (на английски: Melinda Street)има син Дейвид Феърфилд Огилви (на английски: David Fairfield Ogilvy). Този брак приключва с развод (1955 г.), както се случва и с втория му брак с Ан Кабо (на френски: Anne Cabot). Огилви се жени за трети път през 1973 г. за Херта Ланс (на английски: Herta Lans) във Франция.

## Кариера
В ранните години след завършването на университет Огилви отива в Париж, Франция, където работи в кухнята на хотел „Majestic“, но не се задържа там дълго и се връща във Великобритания. Започва да работи за „Aga Cookers“ като продавач на готварски печки, от врата на врата. Кариерата му там е удивителна. През 1935 г. пише ръководство за продавачите на „Aga“, за което списание „Fortune“ го нарича „Най-добрият наръчник по продажбите, писан някога“.
През 1938 г. Огилви емигрира в САЩ, където започва да работи за „Audience Research Institute“ на „George Gallup“ в Ню Джърси.
По време на Втората световна война Огилви работи за Разузнаването към английското посолство във Вашингтон. Там пише много, анализира и прави препоръки в сферите на дипломацията и безопасността.
След войната Огилви купува ферма в Ланкастър, Пенсилвания и заживява сред религиозната общност на амишите. Спокойната атмосфера задържа Огилви и неговата съпруга в Пенсилвания за няколко години, но животът на фермер не го задоволява и се мести в Ню Йорк.
През 1948 г. основава рекламна агенция в Ню Йорк „Hewitt, Ogilvy, Benson & Mather“ (по-късно остава само „Ogilvy & Mather“) с финансовата подкрепа на лондонската агенция „Mather & Crowther“, без дори някога да се е занимавал с реклама.
През първите 20 години от създаването на агенцията Огилви печели проекти за марки като „Lever Brothers“, „General Foods“ и „American Express“. „Shell“ му поверява цялата си рекламна дейност в Северна Америка, а „Sears“ го наема за първата си национална рекламна кампания.
През 1965 г. „Ogilvy & Mather“ се слива с „Mather & Crowther“, лондонския ѝ партньор, за да формират нова международна агенция. Година по-късно компанията става публично акционерно дружество – една от първите рекламни агенции, които правят подобно нещо.
През 1973 г. Огилви се оттегля като председател на „Ogilvy & Mather“ и се мести в имението си в Туфу (Touffou), департамент Виен, Франция. Въпреки че се отдръпва, Огилви остава в течение на работата в компанията.
През 1980 г. Огилви става председател на „Ogilvy & Mather“ в Индия. Прекарва също и година, работейки като временен председател на офиса на агенцията в Германия, пътувайки всеки ден между Туфу и Франкфурт.
Огилви посещава клоновете на агенцията по целия свят и продължава да представлява „Ogilvy & Mather“ по събранията пред клиенти и бизнес аудитории.
Когато през 1989 г. „Ogilvy Group“ е купена от WPP, се случват две събития: WPP се превръща в най-голямата агенция за маркетингови комуникации и запазва Дейвид Огилви като председател на компанията без изпълнителни функции (позиция, която заема в продължение на три години).
Огилви е получил множество титли и постове за цялостния си принос: бил е обявен за командор на Ордена на Британската империя през 1967 г.; отредено му е място в американската „Advertising Hall of Fame“ през 1977 г. и във френската „Order of Arts and Letters“ през 1990 г.; бил е председател на „Public Participation Committee“ в „Lincoln Center“; станал е председател на борда на директорите на „United Negro College Fund“ през 1968 г. и е бил член на управителния съвет на WWF през 1975 г.
На 21 юли 1999 г. Дейвид Огилви умира в дома си в Туфу, Франция.